# Kloster Himmelau (Gelnhausen)
Das Kloster Himmelau war von 1313 bis 1561 ein Kloster der Benediktinerinnen und der Zisterzienserinnen in Gelnhausen in Hessen. Es ist nicht zu verwechseln mit dem gleichnamigen Kloster der unbeschuhten Karmelitinnen in Sankt Michael im Lavanttal in Österreich.

## Geschichte
Siegfried von Gelnhausen, Bischof von Chur, der aus einer Gelnhausener Patrizierfamilie stammte, stiftete in seiner Heimat ein Nonnenkloster, das 1313 von Kaiser Heinrich VII. als Kloster Ubenhausen bestätigt wurde, 1319 erstmals unter dem Namen Himmelau erscheint und das ab 1323 als Zisterzienserinnenkloster bekannt ist. Es war den Heiligen Lucius und Florinus (nach Luzius von Chur und Florinus von Remüs) geweiht. 1537 wurde es aufgehoben, die Nonnen durften aber am Ort bleiben. Als es 1561 nur noch durch die Äbtissin und zwei Nonnen bewohnt war, wurde es aufgegeben. Die Gebäude gerieten 1562 an die Stadt und wurden 1777 abgebrochen. Heute steht noch ein Brunnenhäuschen (privat). Die Straßennamen Himmelauer Straße und Am Kloster erinnern an das einstige Kloster.